# Bassano Virtus 55 Soccer Team 2009-2010
Questa pagina raccoglie le informazioni riguardanti il Bassano Virtus 55 Soccer Team nelle competizioni ufficiali della stagione 2009-2010.

## Rosa
| N. |                   | Ruolo | Calciatore           |
| -- | ----------------- | ----- | -------------------- |
|    | Italia (bandiera) | C     | Giuseppe Anaclerio   |
|    | Italia (bandiera) | A     | Raffaele Baido       |
|    | Italia (bandiera) | A     | Fabio Barrichello    |
|    | Italia (bandiera) | D     | Andrea Basso         |
|    | Italia (bandiera) | D     | Alessandro Beccia    |
|    | Italia (bandiera) | C     | Daniele Buelli       |
|    | Italia (bandiera) | C     | Matteo Caciagli (I)  |
|    | Italia (bandiera) | C     | Andrea Chiopris Gori |
|    | Italia (bandiera) | C     | Lorenzo Crocetti     |
|    | Italia (bandiera) | D     | Mirko Drudi          |
|    | Italia (bandiera) | A     | Gianni Fabiano       |
|    | Italia (bandiera) | C     | Stefano Favret       |
|    | Italia (bandiera) | A     | Gabriele Graziani    |

| N. |                      | Ruolo | Calciatore            |
| -- | -------------------- | ----- | --------------------- |
|    | Italia (bandiera)    | P     | Vincenzo Grillo       |
|    | Italia (bandiera)    | A     | Saverio Guariniello   |
|    | Italia (bandiera)    | A     | Simone Iocolano       |
|    | Argentina (bandiera) | A     | Cristian La Grottería |
|    | Italia (bandiera)    | D     | Giovanni Martina      |
|    | Italia (bandiera)    | C     | Elia Pavesi           |
|    | Italia (bandiera)    | D     | Michele Pellizzer     |
|    | Italia (bandiera)    | C     | Pietro Terranova      |
|    | Italia (bandiera)    | A     | Mattia Turetta        |
|    | Italia (bandiera)    | C     | Andrea Vecchio        |
|    | Italia (bandiera)    | D     | Thomas Veronese       |
|    | Italia (bandiera)    | D     | Gianluca Zanetti      |
|    | Italia (bandiera)    | P     | Alan Zattin           |